# Ciocănitoarea Woody
Ciocănitoarea Woody (în engleză Woody Woodpecker) este un personaj fictiv din seria cu același nume creată de Walter Lantz⁠(d) pentru Universal Pictures. Acesta a debutat în 1940 în desenul animat Knock Knock. Serialul a fost de multe ori reluat și reformat dar a rămas popular pentru aproape patru decenii și a lăsat studioul să mai facă desene animate până în 1972 când acesta s-a închis.
În România, desenele animate cu Ciocănitoarea Woody au fost difuzate pe canalul TVR 1, cu dublaj în limba română.
Woody și celelalte personaje au reapărut în 1999 în The New Woody Woodpecker Show.

## Personaje
- Ciocănitoarea Woody este personajul principal. Se face cunoscut prin frazele sale Guess who? și Ha-Ha-Ha-Ha-Ha!. Printre dușmanii lui Woody se numără: Buzz Buzzard, Wally Walrus, Miss Meany, Gabby Gator și Dapper Denver Dooley.
- Winnie Woodpecker este soția și câteodată iubita lui Woody. Aceasta a debutat în desenul animat Real Gone Woody în 1954.
- Knothead și Splinter sunt cei doi nepoți ai lui Woody. Ei au apărut pentru prima oară în desenul animat Get Lost!. Inițial, Knothead și Splinter au fost nepoții lui Woody în benzile desenate New Funnies. Knothead a fost Nuthead și Splinter a fost un băiat. Dar în 1949, Nuthead s-a transformat în Knothead și Splinter a fost o fată. Mai târziu, în 1950's, Knothead și Splinter au apărut în desene animate dar și în benzi desenate.
- Buzz Buzzard este unul dintre dușmanii lui Woody. El a apărut pentru prima dată în Wet Blanket Policy. El este un uliu antropomorfic care, în cele mai multe dintre aparițiile sale, a fost un artist con ce caută o modalitate de a escrocheri pe cineva, în special pe Woody. În alte aparitii, Buzz a fost un cowboy, un lătrător la carnaval, un nemernic de sifon dar el a rămas încă o durere regală pentru Woody.
- Wally Walrus este un dușman de-a lui Woody. El a apărut pentru prima oară în The Beach Nut. El este o morsă maro antropomorfică care, în cele mai multe dintre aparitiile sale, vorbește cu un accent german (jucat de Hans Conried), deși acest lucru este implicit a fi în suedeză. În alte apariții, cum ar fi The Reckless Driver, el vorbește cu un accent din New York (regizat de William Demarest). Wally a mai fost împerechiat cu Chilly Willy în 2 desene.
- Miss Meany este o femie țâfnoasă și un dușman recurent în desenele cu Ciocănitoarea Woody. Ea este deobicei furioasă, uneori fără nici un motiv, și se poate enerva la toate, făcând-o pe termen după altele, cu o matura sau un pistol (de obicei al doilea). Nu numai că are un temperament negativ, dar nu-i plac deloc animalele.
- Gabby Gator este un aligator care trăiește în Okiedokie Swamp care este lângă Okiedokie Swamp. Din nefericire pentru el, locul nu are deloc mâncare iar Gabby este forțat să atragă mâncarea (de obicei pe Woody) la el acasă și să-l captureze cu tot ce are la îndemână. El nu este deloc inteligent iar Woody scapă mereu, deobicei lăsându-l cu casa distrusă.
- Chilly Willy este un mic pinguin ce trăiește în polul nord. Îi este întotdeauna frig și în cele mai multe din desenele lui, Chilly încearcă să găsească un loc liniștit și călduros dar nu poate din cauza lui Smedley.
- Andy Panda este un panda antropomorfic care este un bun prieten cu Woody. Woody și Andy a apărut în Musical Miniatures cum ar fi Banquet Busters și Musical Moments with Chopin. El a avut, de asemenea, un cameo în The Woody Woodpecker Polka cu Miranda Panda.
- Familia Beary (en. The Beary Family) este o familie de urși antropomorfici având ca membri pe: Charlie Beary, Bessie Beary, Junior Beary, Suzy Beary și Goose Beary.
- Inspectorul Willoughby este un agent secret, mic de statură, având caracteristici similare cu cele ale lui Droopy, un personaj creat de Tex Avery.-
- Maw și Paw sunt un cuplu care trăiește la o fermă împreună cu niște copii și cu porcul casei ,Milford, care este deștept.
- Fatso Ursul este un urs ce trăiește într-un parc național. El a fost împerecheat cu Inspectorul Willoughby. El este prezentat a fi o copie a personajului creat de Walt Disney, Ursul Humphrey.
- Maggie și Sam constă într-un cuplu căsătorit constând pe Maggie, soția, și Sam, soțul. Ei au apărut prima oară în "Crazy Mixed Up Pup" creat de faimosul Tex Avery.
- Homer Pigeon este un porumbel antropomorfic ce apare pentru prima oară în Pigeon Patrol.
- Oswald Iepurasul Norocos este un iepure antropomorfic ce a fost mai intai un personaj creat de Walt Disney.
- Lil' Eightball este un băiețel rasial de origine africană. Apare în trei desene produse de Walter Lantz.
- Elmer Marele Danez apare mai întâi ca animalul de companie a lui Oswald Iepurașul Norocos dar a apărut în episodul "Spook-a-Nanny" din The New Woody Woodpecker.
- Cuddles Marele Danez este un personaj secundar ce apare în desenul "'Dig That Dog"'. Chiar dacă Cuddles a apărut doar într-un desen, el a apărut în comerciale încluzând pahare.
- Windy si Breezy sunt două personaje secundare din desenele Walter Lantz. Apare în desenul animat cu Ciocănitoarea Woody, "Fodder and Son".
- Peterkin este un personaj secundar ce și-a făcut prima și singura apariție în desenul "Scrambled Eggs".
- Pepito Chickeeto este un personaj secundar care a apărut numai în desenul "The Bongo Punch".
- Baby-Face Mouse este un personaj secundar. El este un soricel antropomorfic.
- Pooch The Pup este un personaj secundar, un câine antropomorfic ce a apărut în timpul erei alb-negru.
- Space Mouse este un personaj de benzi desenate creat de Walter Lantz. Apare și în desenul animat The Secret Weapon.
- Hickory, Dickory și Doc este un desen animat în care este vorba despre un motan negru pe nume Doc și doi șoricei pe nume Hickory și Doc.

## Episoade
| N/o       | Titlu român                    | Serie                          | Titlu englez                                      |  |
| --------- | ------------------------------ | ------------------------------ | ------------------------------------------------- |  |
|           |                                |                                |                                                   |  |
| SEZONUL 1 |                                |                                |                                                   |  |
|           |                                |                                |                                                   |  |
| 01        | Începe viața pentru Andy Panda | Andy Panda                     | Life Begins For Andy Panda                        |  |
| 01        | '                              | Swing Symphonies               | Pied Piper Of Basin Street                        |  |
| 01        | Cioc cioc                      | Andy Panda/Ciocănitoarea Woody | Knock Knock                                       |  |
| 01        |                                |                                |                                                   |  |
| 02        | Cine gătește?                  | Ciocănitoarea Woody            | Who's Cookin' Who?                                |  |
| 02        |                                | Musical Miniatures             | The Overture to William Tell                      |  |
| 02        | Prieteni îmbăiați              | Ciocănitoarea Woody            | Bathing Buddies                                   |  |
| 02        |                                |                                |                                                   |  |
| 03        | Șunci afumate                  | Ciocânitoarea Woody            | Smoked Hams                                       |  |
| 03        | Vulpea și iepurele             | Cartune                        | Fox & The Rabbit                                  |  |
| 03        | Frizerul din Sevilia           | Ciocănitoarea Woody            | The Barber Of Seville                             |  |
| 03        |                                |                                |                                                   |  |
| 04        | Armă secretă                   | Super Mouse                    | Secret Weapon                                     |  |
| 04        | Concert condamnat              | Ciocănitoarea Woody            | Convict Concerto                                  |  |
| 04        | Mi-e frig                      | Chilly Willy                   | I'm Cold                                          |  |
| 04        |                                |                                |                                                   |  |
| 05        | Băieți frumoși                 | Ciocănitoarea Woody            | Belle Boys                                        |  |
| 05        | '                              | Foolish Fables                 | Broadway Bow Wow                                  |  |
| 05        | Ciocănitoarea Woody            | Ciocănitoarea Woody            | Woody Woodpecker                                  |  |
| 05        |                                |                                |                                                   |  |
| 06        | As în gaură                    | Ciocănitoarea Woody            | Ace In The Hole                                   |  |
| 06        | Dirijorul                      | Andy Panda                     | The Bandmaster                                    |  |
| 06        | '                              | Ciocănitoarea Woody/Andy Panda | Banquet Busters                                   |  |
| 06        |                                |                                |                                                   |  |
| 07        |                                | Ciocănitoarea Woody            | The Redwood Sap                                   |  |
| 07        | '                              | Maggie și Sam                  | Crazy Mixed-Up Pup                                |  |
| 07        | '                              | Ciocănitoarea Woody            | Woody's Jalopy (The Screwdriver)                  |  |
| 07        |                                |                                |                                                   |  |
| 08        |                                | Ciocănitoarea Woody            | Hot Noon                                          |  |
| 08        |                                | Foolish Fables                 | Flying Turtle                                     |  |
| 08        |                                | Chilly Willy                   | Room & Wrath                                      |  |
| 08        |                                |                                |                                                   |  |
| 09        |                                | Ciocănitoarea Woody            | Chew Chew Baby                                    |  |
| 09        |                                | Netsery Rhyme                  | The Sleeping Princess                             |  |
| 09        |                                | Ciocănitoarea Woody            | The Dizzy Acrobat                                 |  |
| 09        |                                |                                |                                                   |  |
| 10        |                                | Ciocănitoarea Woody            | The Screwball                                     |  |
| 10        |                                | Cartune                        | Three Lazy Mice                                   |  |
| 10        | '                              | Ciocănitoarea Woody            | Solid Ivory                                       |  |
| 10        |                                |                                |                                                   |  |
| 11        |                                | Ciocănitoarea Woody            | Woodpecker in the Rough                           |  |
| 11        |                                | Foolish Fables                 | Egg Cracker Suite                                 |  |
| 11        |                                | Foolish Fables                 | SH-H-H-H-H_H                                      |  |
| 11        |                                |                                |                                                   |  |
| 12        |                                | Ciocănitoarea Woody            | Wresting Wrecks                                   |  |
| 12        |                                | Maw și Paw                     | Pig In A Pickle                                   |  |
| 12        |                                | Ciocănitoarea Woody            | Drooler's Delight                                 |  |
| 12        |                                |                                |                                                   |  |
| 13        |                                | Andy Panda                     | Fish Fry                                          |  |
| 13        |                                | Musical Miniatures             | Pixie Picnic                                      |  |
| 13        |                                | Ciocănitoarea Woody            | Woody Dines Out                                   |  |
| 13        |                                |                                |                                                   |  |
| 14        |                                | Andy Panda                     | Crow Crazy                                        |  |
| 14        |                                | Swing Symphonies               | Sliphorn King Of Polaroo                          |  |
| 14        |                                | Ciocănitoarea Woody            | The Reckless Driver                               |  |
| 14        |                                |                                |                                                   |  |
| 15        |                                | Ciocănitoarea Woody            | What's Sweepin                                    |  |
| 15        |                                | Foolish Fables                 | The Mouse And The Loin                            |  |
| 15        |                                | Chilly Willy                   | The Legend Of Rockabye Point                      |  |
| 15        |                                |                                |                                                   |  |
| 16        |                                | Ciocănitoarea Woody            | Termites From Mars                                |  |
| 16        |                                | Swing Simphonies               | Swing Your Partner                                |  |
| 16        | Lasă piatra                    | Chilly Willy                   | Hold That Rock                                    |  |
| 16        |                                |                                |                                                   |  |
| 17        |                                | Ciocănitoarea Woody            | Hollywood Matador                                 |  |
| 17        |                                | Cartune                        | The Adventures Of Tom Thumb, Jr                   |  |
| 17        | Uns bine                       | Ciocănitoarea Woody            | Well Oiled                                        |  |
| 17        |                                |                                |                                                   |  |
| 18        | Buruiana trăznită              | Andy Panda                     | Wacky Weed                                        |  |
| 18        |                                | Musical Miniatures             | Musical Moments From Chopin                       |  |
| 18        |                                | Ciocănitoarea Woody            | Beach Nut                                         |  |
| 18        |                                |                                |                                                   |  |
| 19        |                                | Ciocănitoarea Woody            | Chili Con Corny                                   |  |
| 19        |                                | Cartunes                       | Candyland                                         |  |
| 19        |                                | Cartunes                       | Jolly Little Elves                                |  |
| 19        |                                | Ciocănitoarea Woody            | Coo Coo Nuts                                      |  |
|           |                                |                                |                                                   |  |
| 20        |                                | Ciocănitoarea Woody            | Real Gone Woody                                   |  |
| 20        |                                | Foolish Fables                 | Indian Beatnik                                    |  |
| 20        | Chilly Willy                   | Chilly Willy                   | Chilly Willy                                      |  |
| 20        |                                |                                |                                                   |  |
| 21        |                                | Andy Panda                     | Andy Panda Goes Fishing                           |  |
| 21        |                                | Andy Panda                     | Poet & The Peasant                                |  |
| 21        |                                | Ciocănitoarea Woody            | Ski For Two                                       |  |
| 21        |                                |                                |                                                   |  |
| 22        |                                | Andy Panda                     | Meatless Tuesday                                  |  |
| 22        |                                | Swing Symphonies               | Jungle Jive                                       |  |
| 22        |                                | Ciocănitoarea Woody            | Loose Nut                                         |  |
| 22        |                                |                                |                                                   |  |
| 23        |                                | Ciocănitoarea Woody            | The Great Who Dood It                             |  |
| 23        |                                | Andy Panda                     | Andy Panda's Pop                                  |  |
| 23        |                                | Maw și Paw                     | Paw's Night Out                                   |  |
| 23        |                                |                                |                                                   |  |
| 24        |                                | Ciocănitoarea Woody            | Wicket Wacky                                      |  |
| 24        |                                | Andy Panda                     | Andy Panda's Victory Garden (Springtime For Andy) |  |
| 24        |                                | Maggie și Sam                  | The Ostrich Egg & I                               |  |
| 24        |                                |                                |                                                   |  |
| 25        |                                | Ciocănitoarea Woody            | Fair Weather Fiends                               |  |
| 25        |                                | Peterkin                       | Scrambled Eggs                                    |  |
| 25        |                                | Ciocănitoarea Woody            | Woody The Giant Killer                            |  |
| 25        |                                |                                |                                                   |  |
| 26        |                                | Andy Panda                     | 100 Pygmies and Andy Panda                        |  |
| 26        |                                | Cartunes                       | Kitten's Mittens                                  |  |
| 26        |                                | Ciocănitoarea Woody            | Coo Coo Birds                                     |  |
| 26        |                                |                                |                                                   |  |
| 27        |                                | Ciocănitoarea Woody            | Get Lost                                          |  |
| 27        |                                | Foolish Fables                 | Dog That Cried Wolf                               |  |
| 27        |                                | Ciocănitoarea Woody            | Hot Rod Huckster                                  |  |
| 27        |                                |                                |                                                   |  |
| 28        | Arte și flori                  | Ciocănitoarea Woody            | Arts & Flowers                                    |  |
| 28        |                                | Windy și Breezy                | Salmon Yeggs                                      |  |
| 28        |                                | Ciocănitoarea Woody            | Gabby's Diner                                     |  |
| 28        |                                | Hickory, Dickory și Doc        | Doc's Last Stand                                  |  |
|           |                                |                                |                                                   |  |
| 29        |                                | Andy Panda                     | Mousie Come Home                                  |  |
| 29        |                                | Andy Panda                     | Apple Andy                                        |  |
| 29        |                                | Ciocănitoarea Woody            | Dippy Diplomat                                    |  |
| 29        |                                |                                |                                                   |  |
| 30        |                                | Ciocănitoarea Woody            | Slingshot 6 7/8                                   |  |
| 30        |                                | Cartunes                       | Synocopated Sioux                                 |  |
| 30        |                                | Ciocănitoarea Woody            | Wet Blanket Policy                                |  |
| 30        |                                |                                |                                                   |  |
| 31        |                                | Ciocănitoarea Woody            | Scalp Treatment                                   |  |
| 31        |                                | Andy Panda                     | Nutty Pine Cabin                                  |  |
| 31        |                                | Maggie și Sam                  | The Talking Dog                                   |  |
| 31        |                                |                                |                                                   |  |
| 32        |                                | Ciocănitoarea Woody            | Hypnotic Hick                                     |  |
| 32        |                                | Andy Panda                     | Dizzy Kitty                                       |  |
| 32        |                                | Maw și Paw                     | Maw & Paw                                         |  |
| 32        |                                |                                |                                                   |  |
| 33        |                                | Ciocănitoarea Woody            | Pantry Panic                                      |  |
| 33        |                                | Musical Miniatures             | Kiddie Concert                                    |  |
| 33        |                                | Ciocănitoarea Woody            | Wacky Bye Baby                                    |  |
| 33        |                                |                                |                                                   |  |
| 34        |                                | Ciocănitoarea Woody            | Wild and Woody                                    |  |
| 34        |                                | Andy Panda                     | Crazy House                                       |  |
| 34        |                                | Foolish Fables                 | Dig That Dog                                      |  |
| 34        |                                |                                |                                                   |  |
| 35        |                                | Ciocănitoarea Woody            | Buccaneer Woodpecker                              |  |
| 35        |                                | Swing Symphonies               | The Hams That Couldn't Be Cured                   |  |
| 35        |                                | Chilly Willy                   | Hot and Cold Penguin                              |  |
| 35        |                                |                                |                                                   |  |
| 36        |                                | Ciocănitoarea Woody            | Southern Fried Hospitality                        |  |
| 36        |                                | Chilly Willy                   | Mackerel Moocher                                  |  |
| 36        |                                | Ciocănitoarea Woody            | Bats In The Belfry                                |  |
| 36        |                                | Inspectorul Willoughby         | The Case of the Cold Storage Yegg                 |  |
|           |                                |                                |                                                   |  |
| 37        |                                | Andy Panda                     | The Painter and the Pointer                       |  |
| 37        |                                | Andy Panda                     | Dog Tax Dodgers                                   |  |
| 37        |                                | Ciocănitoarea Woody            | The Mad Hatter                                    |  |
| 37        |                                |                                |                                                   |  |
| 38        |                                | Ciocănitoarea Woody            | Sleep Happy                                       |  |
| 38        |                                | Andy Panda                     | Goodbye Mr. Moth                                  |  |
| 38        |                                | Foolish Fables                 | Flea For Two                                      |  |
| 38        |                                |                                |                                                   |  |
| 39        |                                | Ciocănitoarea Woody            | Woody Woodpecker Polka                            |  |
| 39        |                                | Windy și Breezy                | Truant Student                                    |  |
| 39        |                                | Ciocănitoarea Woody            | Tree Medic                                        |  |
| 39        |                                | Hickory, Dickory și Doc        | Witty Kitty                                       |  |
|           |                                |                                |                                                   |  |
| 40        |                                | Ciocănitoarea Woody            | Red Riding Hoodlum                                |  |
| 40        |                                | Familia Beary                  | Fowled Up Birthday                                |  |
| 40        |                                | Ciocănitoarea Woody            | Trees A Crowd                                     |  |
| 40        |                                | Chilly Willy                   | Fish Hooked                                       |  |
|           |                                |                                |                                                   |  |
| SEZONUL 2 |                                |                                |                                                   |  |
|           |                                |                                |                                                   |  |
| 41        |                                | Ciocănitoarea Woody            | Alley To Bali                                     |  |
| 41        |                                | Andy Panda                     | Village Blacksmith                                |  |
| 41        |                                | Homer Pigeon                   | Pigeon Holed                                      |  |
| 41        |                                |                                |                                                   |  |
| 42        |                                | Ciocănitoarea Woody            | The Loan Stranger                                 |  |
| 42        | Pelicanul jucăuș               | Andy Panda                     | Playful Pelican                                   |  |
| 42        |                                | Ciocănitoarea Woody            | Under The Counter Spy                             |  |
| 42        |                                |                                |                                                   |  |
| 43        |                                | Ciocănitoarea Woody            | Operation Sawdust                                 |  |
| 43        | Cel mai bun prieten al omului  | Foolsih Fables                 | Man's Best Friend                                 |  |
| 43        |                                | Sugarfoot                      | Hay Rube                                          |  |
| 43        |                                |                                |                                                   |  |
| 44        |                                | Ciocănitoarea Woody            | Pistol Packin' Woodpecker                         |  |
| 44        |                                | Chilly Willy                   | St. Moritz Blitz                                  |  |
| 44        | Furajul și fiul                | Ciocănitoarea Woody            | Fodder and Son                                    |  |
| 44        |                                | Hickory, Dickory și Doc        | Freeloading Feline                                |  |
|           |                                |                                |                                                   |  |
| 45        |                                | Ciocănitoarea Woody            | Misguided Missile                                 |  |
| 45        |                                | Ursul Fatso                    | Bears And The Bees                                |  |
| 45        |                                | Ciocănitoarea Woody            | Watch The Birdie                                  |  |
| 45        |                                | Hickory, Dickory și Doc        | Punchy Pooch                                      |  |
|           |                                |                                |                                                   |  |
| 46        |                                | Ciocănitoarea Woody            | Half Empty Saddles                                |  |
| 46        | '                              | Maggie și Sam                  | Fowled Up Party                                   |  |
| 46        | Călătorie rotundă spre Marte   | Ciocănitoarea Woody            | Round Trip To Mars                                |  |
| 46        |                                | Chilly Willy                   | A Chilly Reception                                |  |
|           |                                |                                |                                                   |  |
| 47        |                                | Ciocănitoarea Woody            | Ballyhooey                                        |  |
| 47        | '                              | Inspectorul Willoughby         | Rough And Tumbleweed                              |  |
| 47        |                                | Ciocănitoarea Woody            | Franken-Stymied                                   |  |
| 47        |                                | Familia Beary                  | Mother's Little Helper                            |  |
|           |                                |                                |                                                   |  |
| 48        | Vânzătorul insuportabil        | Ciocănitoarea Woody            | The Unbearable Salesman                           |  |
| 48        |                                | Chilly Willy                   | Yukon Have It                                     |  |
| 48        | Dopey Dick balena roz          | Ciocănitoarea Woody            | Dopey Dick The Pink Whale                         |  |
| 48        |                                | Inspectorul Willoughby         | Phoney Express                                    |  |
|           |                                |                                |                                                   |  |
| 49        | '                              | Ciocănitoarea Woody            | Private Eye Pooch                                 |  |
| 49        |                                | Inspectorul Willoughby         | Hunger Strife                                     |  |
| 49        | Ciocârlia Ozark                | Ciocănitoarea Woody            | Ozark Lark                                        |  |
| 49        | Pacoste polare                 | Chilly Willy                   | Polar Pests                                       |  |
|           |                                |                                |                                                   |  |
| 50        |                                | Ciocănitoarea Woody            | Panhandle Scandal                                 |  |
| 50        |                                | Ursul Fatso                    | Eggnapper                                         |  |
| 50        |                                | Ciocănitoarea Woody            | Fowled Up Falcon                                  |  |
| 50        | Operațiunea picioare reci      | Chilly Willy                   | Operation Cold Feet                               |  |
|           |                                |                                |                                                   |  |
| 51        |                                | Ciocănitoarea Woody            | Woodpecker From Mars                              |  |
| 51        | Păstrăvul poznaș               | Chilly Willy                   | Tricky Trout                                      |  |
| 51        |                                | Ciocănitoarea Woody            | Everglade Raid                                    |  |
| 51        |                                | Windy și Breezy                | Three Ring Fling                                  |  |
|           |                                |                                |                                                   |  |
| 52        | Ciocănitoare internațională    | Ciocănitoarea Woody            | International Woodpecker                          |  |
| 52        | '                              | Chilly Willy                   | Swiss Miss-Fit                                    |  |
| 52        |                                | Ciocănitoarea Woody            | Niagara Fools                                     |  |
| 52        | Pluta leantă din Mississippi   | Inspectorul Willoughby         | Mississippi Slow Boat                             |  |
|           |                                |                                |                                                   |  |
| 53        |                                | Ciocănitoarea Woody            | Kiddie League                                     |  |
| 53        | Soacra lui Charlie             | Familia Beary                  | Charlie's Mother-In-Law                           |  |
| 53        |                                | Ciocănitoarea Woody            | The Bird Who Came To Dinner                       |  |
| 53        |                                | Chilly Willy                   | Fish & Chips                                      |  |
|           |                                |                                |                                                   |  |
| 54        |                                | Ciocănitoarea Woody            | Poop Deck Pirate                                  |  |
| 54        |                                | Chilly Willy                   | Pesky Pelican                                     |  |
| 54        |                                | Ciocănitoarea Woody            | A Fine Feathered Frenzy                           |  |
| 54        |                                | Hickory, Dickory și Doc        | Corny Concerto                                    |  |
|           |                                |                                |                                                   |  |
| 55        |                                | Ciocănitoarea Woody            | Log Jammed                                        |  |
| 55        |                                | Inspectorul Willoughby         | Hi-Seas Hi-Jacker                                 |  |
| 55        |                                | Ciocănitoarea Woody            | The Tee Bird                                      |  |
| 55        |                                | Ciocănitoarea Woody            | Sufferin' Cats                                    |  |
|           |                                |                                |                                                   |  |
| 56        |                                | Ciocănitoarea Woody            | Billion Dollar Boner                              |  |
| 56        |                                | Inspectorul Willoughby         | Coming Out Party                                  |  |
| 56        |                                | Ciocănitoarea Woody            | Romp In A Swamp                                   |  |
| 56        |                                | Hickory, Dickory și Doc        | Pest Of Show                                      |  |
|           |                                |                                |                                                   |  |
| 57        |                                | Ciocănitoarea Woody            | Square Shootin' Square                            |  |
| 57        |                                | Hercules                       | Plumber Of Seville                                |  |
| 57        |                                | Ciocănitoarea Woody            | Witch Crafty                                      |  |
| 57        |                                | Familia Beary                  | Goose In The Rough                                |  |
|           |                                |                                |                                                   |  |
| 58        |                                | Ciocănitoarea Woody            | Bunco Busters                                     |  |
| 58        |                                | Inspectorul Willoughby         | Case Of The Red Eyed Ruby                         |  |
| 58        |                                | Ciocănitoarea Woody            | Bedtime Bedlam                                    |  |
| 58        |                                | Homer Pigeon                   | Pigeon Patrol                                     |  |
|           |                                |                                |                                                   |  |